# Rio Beletin
O Rio Beletin é um rio da Romênia afluente do Rio Mehadica, localizado no distrito de Caraş-Severin.